# 7143 Haramura
7143 Haramura è un asteroide della fascia principale. Scoperto nel 1995, presenta un'orbita caratterizzata da un semiasse maggiore pari a 3,0924633 UA e da un'eccentricità di 0,1584565, inclinata di 14,76979° rispetto all'eclittica.